# Sigmund Jähn
Sigmund Jähn (13. února 1937 Rautenkranz – 21. září 2019 Strausberg) byl vojenský letec a kosmonaut z tehdejší Německé demokratické republiky, který se zúčastnil programu Interkosmos a letěl v roce 1978 do vesmíru na Sojuzu 31.

## Život

### Mládí a výcvik
Vyrůstal v Krušných horách, nedaleko českých hranic. Po ukončení základní školy nastoupil ihned do práce v tiskárně okresního města Klingenthal jako typograf. Když mu bylo 18 let, dostal nabídku se stát letcem. Přijal a absolvoval pilotní školu nedaleko Drážďan. Od roku 1958 se stal stíhacím letcem. Absolvoval důstojnickou Vysokou školu vojenského letectva Franze Mehringa a stal se podporučíkem. Ve svých 26 letech byl náčelníkem pluku a jako perspektivní mladík byl zařazen do čtyřletého studia na Vysoké vojenské akademii J.A.Gagarina v Sovětském svazu. Roku 1970 se vrátil do NDR, obnovil si kvalifikaci stíhacího pilota první třídy a dál létal. Nalétal 1225 hodin. Postupně v armádě získával různé funkce a získal první vysoké vyznamenání: Zasloužilý vojenský letec NDR. V roce 1976 se ocitl ve výběru budoucích kosmonautů programu Interkosmos a o dva roky později byl členem třetí posádky tohoto programu. Záložníkem mu byl vojenský letec Eberhard Köllner.

### Lety do vesmíru
Na lodi Sojuz 31 odstartoval z Bajkonuru společně se svým velitelem, sovětským kosmonautem plukovníkem Valerijem Fjodorovičem Bykovským v létě roku 1978. Cílem jim byla orbitální stanice Saljut 6, kde již byla napojena předchozí loď Sojuz 29. Na palubě se setkali se stálou posádkou, kosmonauty SSSR Kovaljonokem a Ivančenkovem. Celá čtveřice plnila zadané plánované úkoly. Po týdnu práce Jähn s Bykovským přistáli v kabině lodi Sojuz 29 na padácích na Zemi 140 km jihovýchodně od kazašského města Džezkazganu.
- Sojuz 31, Saljut 6, Sojuz 29 (26. srpen 1978 – 3. září 1978)

### Po letu
V červnu 2006 byl na setkání kosmonautů v Lázních Bohdaneč.

### Odkaz v umění
V roce 2003 Wolfgang Becker uvedl na svět svůj film Good Bye, Lenin!, pojednávající o konci NDR, ve filmu je několikrát zmíněn Sigmund Jähn.